# RBK-250 PTAB-2.5
RBK-250 PTAB-2.5 – radziecka bomba kasetowa wagomiaru 250 kg. Wewnątrz bomby mieści się 30 bomb przeciwczołgowych PTAB-2.5.